# Lictor

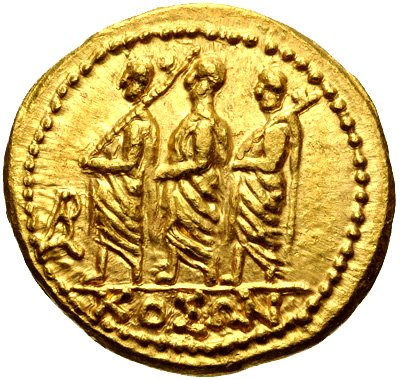
Egy consult és két lictort ábrázoló aranypénz

A lictorok törvényszolgák voltak a Római Birodalomban, a köztársasági időkben. Alapvetően az volt a szerepük, hogy az egyes főbb, imperiummal rendelkező magistratusok kíséretét alkossák, illetve a büntetésvégrehajtásban is részt vállaltak.
A hagyomány szerint még maga Romulus vette át a lictorok intézményét az etruszkoktól. Ez feltehetően nem igaz, de az mindenesetre valószínűnek tűnik, hogy már az etruszk királyok előtt is tizenkét, vállán fascest (vesszőnyalábba tűzött bárdot, securist) cipelő törvényszolga menetelt.
Utóbb a consulok megörökölték a 12 lictort, ám csak az egyikük előtt haladtak bárdos fascesszel, a másikat egyes források szerint koszorús, mások szerint puszta vesszőnyalábokat cipelő törvényszolgák illették meg. Később a városban csak az egyik consul rendelkezhetett lictorokkal – havi váltásban társával –, és azok is bárd nélküli fascest cipeltek, míg a társát csupán egy accensus és fegyvertelen lictorok szolgálták. (A városon kívül a securist továbbra is fascesbe tűzték.) A praetorok a városban két, puszta vesszőnyalábot vivő törvényszolgával, Rómán kívül viszont hat, bárdot is hordozóval is bírtak. A dictatort mindig 24, bárddal is felszerelt lictor illette meg, helyettesét, a magister equitumot pedig hat.
A lictorok eleinte a plebeiusok köréből kerültek ki, a későbbiekben az adott magistratus szabadosai látták el a kíséretet.
A lictorok mindig egyes oszlopban haladtak a magistratus előtt. A tisztviselőhöz legközelebb álló törvényszolga, aki közvetlenül az utasításokat kapta, a proximus lictor (legközelebbi lictor) vagy primus lictor (első lictor) nevet viselte. A lictorok feladatai közé tartozott, hogy a magistratusok számára a kijáró tiszteletet betartassák (lóról való leszállás, fejfedő levétele stb.) és biztosítsák a szabad utat.
A lictorok elsősorban a római polgárokkal szemben alkalmazott büntetések végrehajtásában vettek részt, a rabszolgákkal a hóhér (latinul carnifex) foglalatoskodott. Emellett feltehetően polgári ügyekben hozott ítéletek végrehajtása is a lictori feladatok közé tartozott.
Szintén lictoroknak nevezték azt a harminc törvényszolgát (lictores curiati), akik comitia curiata összehívásáért feleltek. Miután ezek a népgyűlések egyértelműen formaságokká voltak, az egyes curiák szavazati joga is az őket képviselő lictoroké lett.